# TAM VCLC
El Tanque Argentino Mediano Vehículo de Combate Lanza Cohetes (TAM VCLC) es un lanzacohetes múltiple, desarrollado en base al chasis usado por el Tanque Argentino Mediano, y que se vio en paradas militares argentinas desde los años 1980.
Porta un sistema de misiles de licencia israelí (de los sistemas LAR-160 y MAR-350), manufacturado entre Argentina e Israel, que localmente se denomina de acuerdo al calibre de cada uno de sus lanzaderas y misiles (de entre 160 a 350 mm de calibre); y utiliza proyectiles CAL-160 o CAL-350.
Su rol es similar al de modelos de lanzacohetes orientales y occidentales tales como el MLRS, el HIMARS, el BM-21 y que es la de crear una cortina de fuego de gran alcance para cubrir y/o realizar un ataque a grandes distancias sin arriesgar a la infantería más allá de lo necesario.

### Desarrollos relacionados
- TAM VCA
- TAM VCTP

### Armas similares
- Astros II
- BM-21
- BM-30
- HIMARS
- LAROM
- M270 MLRS
- Rayo
- SLM FAMAE
- Teruel